# Газо-твердофазная хроматография
Газо-твёрдофазная хроматография — вид газовой хроматографии. Другое название — газоадсорбционная хроматография.
Газо-твёрдофазная хроматография это метод разделения летучих компонентов, при котором подвижной фазой (элюентом) служит поток инертного газа-носителя (водород, гелий, азот, аргон, углекислый газ), а неподвижной — частицы твёрдого тела (адсорбенты с высокой удельной поверхностью (10—1000 м2г-1) — активные угли, силикагели, пористое стекло, оксид алюминия). Газ-носитель не реагирует с неподвижной фазой и разделяемыми веществами. Распределение веществ между неподвижной и подвижной фазами определяется процессами сорбции-десорбции 
Применяется для анализа и препаративного разделения газовых и жидких смесей, а также летучих твёрдых тел при проведении физико-химических исследований. Для проведения анализа жидкости и твёрдые вещества переводят в парообразное состояние в испарителе, нагретом до высокой температуры. В случае анализа твёрдых нелетучих или термически нестабильных веществ анализируют газообразные продукты их термического распада (пиролиз, пиролитическая хроматография) или предварительно модифицируют смеси, получая летучие и термически стабильные производные (например, с помощью триметилсилилхлорида)   
(реакционная хроматография).
Газо-твёрдофазная хроматография используется для качественного и количественного анализа смесей и индивидуальных веществ. Для количественного анализа используют либо внешний стандарт, т.е. калибруют прибор с известным количеством вещества, либо внутренний стандарт , т.е. добавляют в смесь известное количество вещества сходной природы с близким временем удерживания.

## Ссылка
- [www.xumuk.ru/encyklopedia/861.html Химическая энциклопедия: Газоадсорбционная хроматография]
- Газоадсорбционная хроматография на сайте Хроматограф.ру